# جون فيرغسون (رياضي)
جون فيرغسون (بالألمانية: John Ferguson) (و. 1958  م) هو رياضي، ولاعب الكرلنغ كندي، ولد في كالغاري.

## روابط خارجية
- جون فيرغسون على موقع الاتحاد الدولي للكرلنغ (الإنجليزية)
- جون فيرغسون على موقع أوليمبيديا (الإنجليزية)
- جون فيرغسون على موقع اللجنة الأولمبية الكندية (الإنجليزية)